# Rincón Malillo

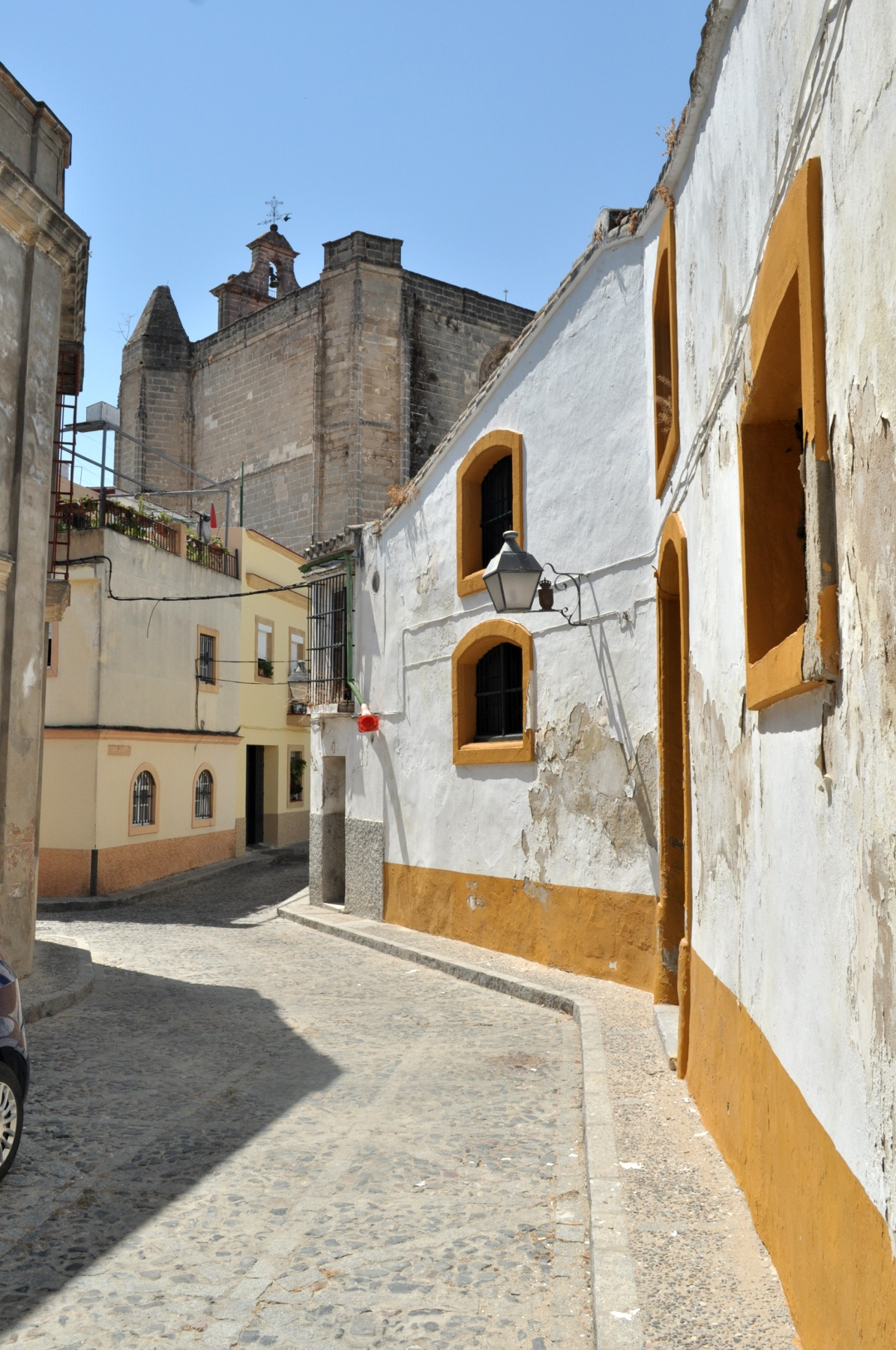
Rincón Malillo, a plena luz del día en verano.

El Rincón Malillo es un conjunto de callejuelas en el casco antiguo de Jerez de la Frontera, (Andalucía, España).
A espaldas del Palacio de Riquelme, su fama se debe a las diferentes leyendas medievales que sobre él se transmiten, y debido a su carácter, haber servido de inspiración para la sinfonía del mismo nombre escrita por el compositor German Álvarez Beigbeder.
Las diferentes alteraciones urbanísticas hicieron que Rincón Malillo fuera poblado por cascos de bodega. En uno de ellos, se expone actualmente la Pinacoteca Rivero.

## Leyenda
Cuenta la leyenda que un caballero jerezano (Luis de Montoro en algunas versiones, Álvaro de Mendoza y Virués en otras), con fama de jugador, espadachín y bebedor, tras haber dejado en el suelo a una de sus víctimas de sus duelos, tuvo la osadía de retar al mismo diablo.
En el momento de haber clamado el reto, sintió una fuerte punzada en su brazo derecho, apareciéndole una enorme herida sangrante. Huyó con horror a su casa en la calle Justicia, a través de la Plaza del Mercado. Para paliar sus miedos y calmar su remordimiento, en su casa y en dirección al Rincón Malillo, mandó poner una cruz de hierro forjado en una hornacina en piedra.
Cuentan que desde entonces pasó horas encerrado en su casa y comenzó a ser conocido por los vecinos como El  Enjaulado. Tras su muerte, muchos años después, la herida de aquella noche seguía sin cicatrizar. 
Dentro de la Iglesia de San Mateo se conserva una lápida de la familia del caballero.

## Sinfonía

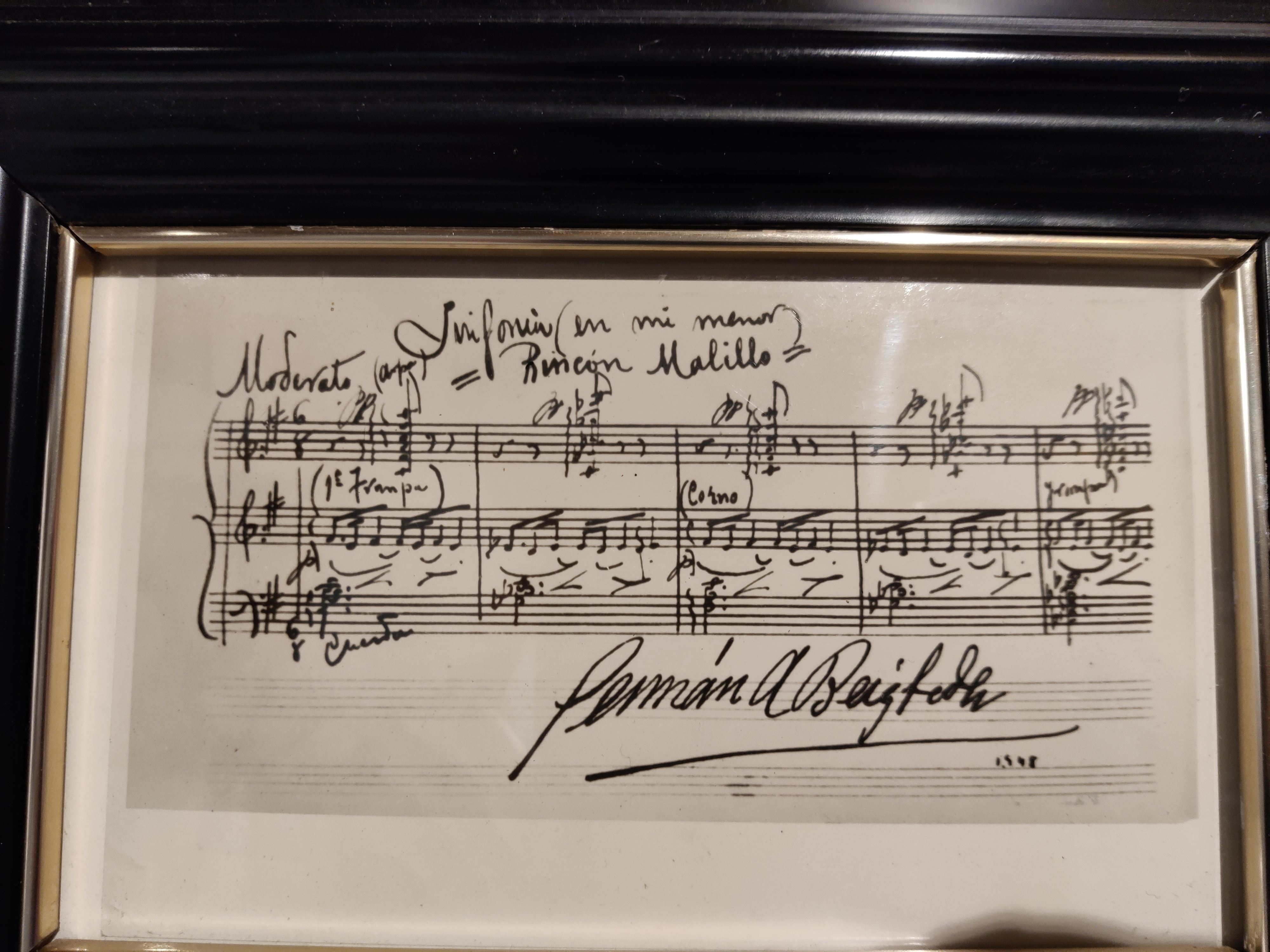
Partitura

La Sinfonía nº 2 en mi menor “Rincón malillo”(1947) de Álvarez Beigbeder, inspirada en las leyendas del barrio de San Mateo, se estrenó en 1949 en el Teatro Villamarta por la Orquesta Sinfónica de Madrid.